# L'Homme qui terrorisait New York
Pour plus de détails, voir Fiche technique et Distribution.
L'Homme qui terrorisait New York (King of Gamblers) est un film américain réalisé par Robert Florey, sorti en 1937.

## Synopsis
Un racketteur de machines à sous s'en prends violemment à un salon de coiffure, dont le propriétaire est peu coopératif, ce qui le conduit à être accuser de meurtre...

## Fiche technique
- Titre original : King of Gamblers
- Titre français : L'Homme qui terrorisait New York
- Réalisation : Robert Florey
- Scénario : Doris Anderson, Ben Hecht, Charles MacArthur et Tiffany Thayer
- Photographie : Harry Fischbeck
- Montage : Harvey Johnston
- Pays d'origine : États-Unis
- Genre : drame
- Date de sortie : 1937

## Distribution
- Claire Trevor : Dixie Moore
- Lloyd Nolan : Jim Adams
- Akim Tamiroff : Steve Kalkas
- Buster Crabbe : Eddie
- Helen Burgess : Jackie Nolan
- Porter Hall : George Kramer
- Harvey Stephens : J.G. Temple
- Barlowe Borland : Mr. Parker
- Purnell Pratt : Strohm
- Colin Tapley : Joe
- Paul Fix : Charlie
- Cecil Cunningham : Big Edna
- Fay Holden : Infirmière
- Evelyn Brent : Cora
- Parmi les acteurs non crédités :
- Louise Brooks : Joyce Beaton (scènes coupées)
- Russell Hicks : L'homme à la table de Temple
- Priscilla Lawson : Grace
- George Magrill : Serveur
- Alphonse Martell : Maître d'hôtel
- Frank Puglia :  Mike
- Frank Reicher : Valet